# ماریا د هوئربا
ماریا د هوئربا (به اسپانیایی: María de Huerva) یک دهستان در اسپانیا است که در استان ساراگوسا واقع شده‌است. ماریا د هوئربا ۱۰۸ کیلومتر مربع مساحت و ۲٬۱۲۵ نفر جمعیت دارد.